# Chelsea Peretti
Chelsea Vanessa Peretti (Contra Costa County, 20 de fevereiro de 1978) é uma comediante, atriz e escritora americana. Ela é mais conhecida por interpretar Gina Linetti na série de comédia policial Brooklyn Nine-Nine.

## Infância e educação
Peretti nasceu em 20 de fevereiro de 1978, no Condado de Contra Costa, Califórnia. Sua mãe é judia, enquanto seu pai possui ascendência inglesa e italiana. Ela foi criada em Oakland, Califórnia. Ela tem dois irmãos e uma irmã; seu irmão mais velho, o empresário da Internet Jonah Peretti, foi um dos fundadores do BuzzFeed e do The Huffington Post.
 Peretti estudou na Escola Preparatória para Faculdade em Oakland. Ela se mudou para Nova York em 1996 para estudar na Barnard College, durante o qual ela teve um ano de estudos no exterior em seu primeiro ano na London's Royal Holloway, formando-se em 2000. Ela frequentou a escola primária com Andy Samberg, seu coprotagonista em Brooklyn Nine-Nine, e a escola secundária com o comediante Moshe Kasher.

## Carreira

### Escritora
Peretti escreveu para oThe Village Voice, Details, Playgirl, Jest e American Theatre Magazine, bem como publicações on-line, incluindo o The Huffington Post.

### Televisão
Depois de se mudar para Los Angeles, Peretti fez aparições em programas como Kroll Show, Louie, Sarah Silverman, TruTV Presents: World's Dumbest... e Tosh.0. Ela apareceu como convidada especial em um episódio de Lopez Tonight entrevistando cidadãos locais sobre Prop 8.
Peretti é creditada como escritora em seis episódios do programa de televisão Parks and Recreation de 2011 a 2012.
De 2013 a 2019, Peretti foi um personagem regular na série da NBC, Brooklyn Nine-Nine, interpretando Gina Linetti até anunciar sua saída do programa no Twitter em outubro de 2018. Seu episódio de partida, "Four Movements", estreou em 31 de janeiro de 2019.

### Em outras mídias
Quando em Nova York, Peretti fez curtas-metragens com a Variety SHAC, um grupo de comédia que ela formou em 2004 com Andrea Rosen, Heather Lawless e Shonali Bhowmik.
Ela fez várias participações em podcasts, incluindo Doug Loves Movies, How did this get Made?, WTF with Marc Maron, You Made It Weird with Pete Holmes, The Todd Glass Show, The Lavender Hour, The Bone Zone with Brendon Walsh and Randy Liedtke e Comedy Bang! Bang!. Em outubro de 2012, Peretti lançou seu próprio podcast, Call Chelsea Peretti.
Em julho de 2010, Peretti foi listada na revista Variety como um dos "10 Comediantes para se ver em 2010". A revista Paste classificou sua conta no Twitter número 75 entre "As 75 melhores contas do Twitter de 2014".

## Vida pessoal
Peretti começou a namorar Jordan Peele em 2013. Eles ficaram noivos em novembro de 2015. Em 26 de abril de 2016, Peretti anunciou que ela e Peele haviam casado. Eles têm um filho nascido em 2017.

## Filmografia

### Filmes
| Ano          | Título                          | Papel                 | Notas        |
| ------------ | ------------------------------- | --------------------- | ------------ |
| 2007         | Twisted Fortune                 | Rachel                |              |
| 2011         | Guy Talk                        | Garota                |              |
| 2014         | Women Aren't Funny              | "ela própria"         |              |
| 2016         | Popstar: Sem Parar, Sem Limites | Brunette CMZ Reporter |              |
| 2018         | A Noite do Jogo                 | Glenda                |              |
| por anunciar | Spinster                        | Gaby                  | Filmando     |
| por anunciar | Friendsgiving                   | Claire                | Pós-produção |
| por anunciar | The Photograph                  |                       | Filmando     |

### Televisão
| Ano       | Título                                   | Papel                                | Notas                                                       |
| --------- | ---------------------------------------- | ------------------------------------ | ----------------------------------------------------------- |
| 2004      | Comedy Lab                               | Eugene's Friend                      | Episódio: "12:21"                                           |
| 2006      | Cheap Seats                              | Shonda                               | Episódio: "Evel Kneival"                                    |
| 2008–2013 | Os Vídeos Mais Idiotas do Mundo          | "ela própria"                        | 88 episódios                                                |
| 2009      | Bobby Bottleservice                      |                                      | Escritora Episódio: "T-Shirt Ideas for Jersey Shore"        |
| 2010      | Louie                                    | Date                                 | Episódio: "Pilot"                                           |
| 2010      | The Sarah Silverman Program              | Becky                                | Escritora Episódio: "Smellin' of Troy"                      |
| 2010      | WTF with Marc Maron                      |                                      | Escritora Filme para televisão                              |
| 2011      | Comedy Central Presents                  | "ela própria"                        | Escritora Episódio: "Chelsea Peretti"                       |
| 2011–2012 | Parks and Recreation                     | Zelda                                | Episódio: "Live Ammo" Escritora (2 episodes)                |
| 2011–2013 | China, IL                                | Crystal Peppers / Kim Buckett (Voz)  | 14 episódios                                                |
| 2011–2013 | Funny as Hell                            |                                      | Escritora 2 episódios                                       |
| 2012      | The Couple                               | Gigi                                 | 2 episódios                                                 |
| 2013      | The Greatest Event in Television History | Jackie Rush                          | Episódio: "Too Close for Comfort"                           |
| 2013      | High School USA!                         | Superintendent Andrea Kunssler (Voz) | Episódio: "Janitor Day"                                     |
| 2013      | Saturday Night Live                      |                                      | Escritora 2 episódios                                       |
| 2013–2015 | Comedy Bang! Bang!                       | Delivery Woman / Trey Booth          | 2 episódios                                                 |
| 2013–2015 | Kroll Show                               | "ela mesma" / Vários personagens     | 9 episódios Escritora (8 episódios) Produtora (8 episódios) |
| 2013–2019 | Brooklyn Nine-Nine                       | Gina Linetti                         | Papel Principal (temporadas 1-6); 107 episódios             |
| 2014      | Key &amp; Peele                          | Art Show Presenter                   | Episódio: "Sex Addict Wendell"                              |
| 2015      | Gravity Falls: Um Verão de Mistérios     | Darlene (voz)                        | Episódio: "Roadside Attraction"                             |
| 2015      | A História Bêbada                        | Ann Druyan                           | Episódio: "Space"                                           |
| 2015–2016 | The Big Fat Quiz of Everything           | "ela própria"                        | 2 episódios                                                 |
| 2016      | Animals.                                 | Angela (voz)                         | Episódio: "Dogs."                                           |
| 2016      | New Girl                                 | Gina Linetti                         | Episódio: "Homecoming"                                      |
| 2016–2018 | Future-Worm!                             | Ennuisha / Mean Little Girl (voz)    | 2 episódios                                                 |
| 2016      | RuPaul's Drag Race                       | "ela mesma"                          | Episódio: "Ruvenge of the Queens (All Stars 2)"             |
| 2016      | HarmonQuest                              | Deepak Chopra                        | Episódio: "The Stone Saw Mines"                             |
| 2017      | Girls                                    | Chelsea                              | Episódio: "All I Ever Wanted"                               |
| 2017–2018 | Big Mouth                                | Monica (voz)                         | 8 episódios                                                 |
| 2018      | Alone Together                           | Tamra                                | Episódio: "Pop-Up"                                          |
| 2018      | Another Period                           | Reporter                             | Episódio: "Sex Nickelodeon"                                 |
| 2018      | American Dad!                            | Dorothy (voz)                        | Episódio: "Mean Francine"                                   |
| 2018      | Inside Jokes                             | "ela própria"                        | 4 episódios                                                 |

### Web
| Ano  | Título                             | Crédito                        | Papel         | Notas               |
| ---- | ---------------------------------- | ------------------------------ | ------------- | ------------------- |
| 2009 | Chelsea Peretti's All My Exes      | Criadora                       | "ela própria" | 6 episódios         |
| 2014 | Chelsea Peretti: One Of the Greats | Escritora, produtora executiva | "ela própria" | Especial da Netflix |

### Videogames
| Ano  | Título              | Papel               | Notas |
| ---- | ------------------- | ------------------- | ----- |
| 2008 | Grand Theft Auto IV | Lori Williams-Jones | Voz   |